# 新保里歩
新保 里歩（しんぼ りほ、1996年7月14日 - ）は、日本のタレント、フリーアナウンサー。
新潟県出身。スターダストプロモーション制作一部 所属。身長は160cm。AB型。

## 人物
趣味、サッカー観戦。主にJリーグ観戦。ランニング。サッカー選手名鑑を眺めること。
学生時代、サッカー部のマネージャーをしていた友人の誘いで、川崎フロンターレの試合を見に行き、中村憲剛のプレーに魅了され川崎フロンターレのサッカーにハマる。
現地や映像にて観戦後、毎試合サッカーノートをつけている。
特技、陸上、コラムを書くこと。サッカーに詳しくなりたい一心で、日本サッカー協会公認審判員を取得。日本化粧品検定の資格を持つ。
「立正大学品川キャンパスミスコンテスト2017」グランプリ。「Miss of Miss Campus Queen Contest 2018」審査員特別賞。
学生時代は小学校教員を目指していたが、ミスコンをきっかけに事務所に所属することを決める。
憧れのアナウンサーは日本テレビの水卜麻美アナ。 乃木坂46のファンでもある。
嫌なことは寝ると忘れる性格で、笑顔の印象が強く『悩み無いでしょ』と周りから言われることが多い。

## 出演

### TV番組
- 「トリニクって何の肉!?」（2018年8月 -2022年3月、ABCテレビ)
- 「パブロクの犬」（2019年2月 - TBSテレビ）
- 「ヒルナンデス!」（2019年5月、2020年2月27日、2021年4月28日・5月26日・6月16日・10月7日・11月4日・12月1日、2022年1月13日 - 日本テレビ）※VTR出演
- 「全力坂」（2020年9月1日・９月10日 - テレビ朝日）
- 「フットゴルフジャーニー」（2020年9月26日、2021年1月23日、6月19日 - テレビ愛知）
- 「お宝ちゃん」（2021年10月16日 - 2022年3月23日、テレビ愛知）
- 「ナゴヤビジネスリポート」（2021年12月19日 - テレビ愛知）[2]
- 「ファイト！川崎フロンターレ」（2022年1月21日 - テレビ神奈川）※レギュラー出演[2]

### スポーツ番組
- 「AbemaPrime」（2018年10月 - 2019年9月、AbemaTV）※スポーツコーナー
- 「FC今治の挑戦2019」（2019年12月 - スカパー！）[2]

### PV
- sumika「Familia」
- the tote「僕の明日、君の明日 オレンジジュースの熱帯夜」[2]

### WEB
- 「BS日テレ公式Youtubeチャンネルアナウンサー」（2018年10月 - 2019年9月 - BS日テレ公式Youtube）
- 「CHECK.tv」(2019年3月 - ライブコマースアプリ)
- 「裏配信」(2019年7月 - BS日本）
- 「サイクルガール」（2019年10月 - サイクリストTV）
- 「岡田武史監督×新保里歩」（2020年1月 - 明治安田生命ライフフィールドマガジン）[2]

### 雑誌
- 「MONOQLO」（2020年11月号・12月号、2021年1月号 - 晋遊舎）
- 「家電批評」（2021年2月号 - 晋遊舎）
- 「iPadがまるごとわかる本 2022」（晋遊舎）
- 「アマゾン大全 2022」（晋遊舎）[2]

### CM
- 立正大学オープンキャンパス年間イメージモデル（2019年11月）
- SONY「MANOMA～愛犬の留守番のぞいたら～」（2020年4月）
- 「富士通パーソナルズ」（2020年10月）[2]